# Изопропилнитрат
Изопропилнитрат (изопропиловый эфир азотной кислоты, изонит) - бесцветная легковоспламеняющаяся жидкость с эфирным запахом, нерастворимая в воде и смешивающаяся с органическими растворителями. Использовался в качестве присадки в дизельное топливо для увеличения цетанового числа.

## Применение
При добавлении 0,5% масс изопропилнитрата к прямогонному дизельному топливу его цетановое число увеличивается на 5 единиц.
Также изопропилнитрат использовался в качестве монотоплива ОТ-155 (инициирующая жидкость "И") для привода турбонасосных агрегатов зенитных ракет 3М8 системы 2К11 "Круг" и всех ракет ЗРК С-75. Обладающий в сравнении с перекисью водорода лучшей энергетикой и менее опасный в обращении, но уступающий ей в плотности.

## Механизм действия
Механизм действия присадки заключается в ускорении предпламенных реакций, способствовании разветвлению окислительных цепей и образованию новых реакционных центров.
Эффективность присадки зависит от химического состава топлива. Цетановое число прямогонных дизельных топлив повышается в большей степени, чем топлив, содержащих продукты вторичных процессов. Чувствительность топлива к присадке уменьшается с повышением содержания ароматических и непредельных углеводородов. первые порции присадки повышают цетановое число значительнее, чем последующие. Поэтому добавление присадки к топливам в количестве более 2% нецелесообразно.